# 高斯网络模型

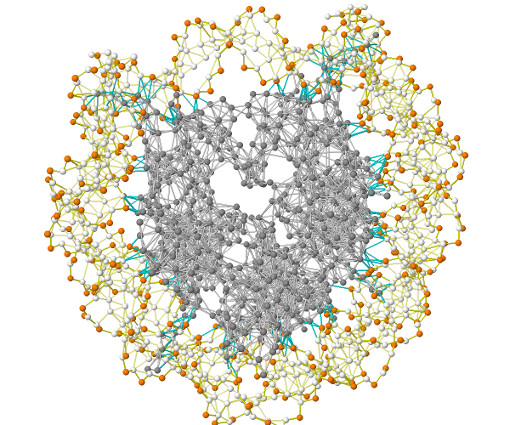
核小體核心顆粒的高斯網絡模型 (GNM) 表示（PDB id：1KX4）。節點代表殘基（胺基酸，灰色；以及位於P（橘色）、C4'- 和C2-原子（白色）處的核苷酸。節點透過彈簧網絡連接（淺灰色表示蛋白質分子內，黃色表示蛋白質分子內） DNA/RNA 分子內和青色（蛋白質-DNA 分子間）

高斯网络模型是将生物大分子描述成一种伸缩性的弹簧网络来进行研究，理解，或描述大范围内动力学的力学特性。
高斯网络模型是一种研究生物分子的简化模型。在其中，氨基酸用其alpha碳原子替代，视作一个节点。类似的，在DNA和RNA中，每个核苷酸用一到三个节点来表示。在这个模型中节点之间的相互作用用同一种模式来近似（当距离低于某值时视作一个弹簧）。这种近似使该模型易于计算。

## 腳註

### 外部文献
- Bahar, I.; Atilgan, A. R.; Erman, B. . Folding & Design. 1997, 2 (3): 173–181. PMID 9218955. doi:10.1016/s1359-0278(97)00024-2.
- Haliloglu, T. Bahar; Erman, B. . Phys. Rev. Lett. 1997, 79 (16): 3090–3093. Bibcode:1997PhRvL..79.3090H. doi:10.1103/physrevlett.79.3090.
- Cui Q, Bahar I, (2006). Normal Mode Analysis: Theory and applications to biological and chemical systems, Chapman & Hall/CRC, London, UK